# Роси (Кунео)
Роси је насеље у Италији у округу Кунео, региону Пијемонт.
Према процени из 2011. у насељу је живело 333 становника. Насеље се налази на надморској висини од 244 м.